# Jean-Michel Arroyo
Pour les articles homonymes, voir Arroyo.
Jean-Michel Arroyo est un dessinateur français, né le 21 mai 1971 à Béziers (Hérault).
Il est l'un des auteurs de la saga du Paquebot des sables.

## Biographie
Jean-Michel Arroyo naît le 21 mai 1971 à Béziers, en Hérault.
Il est autodidacte en matière de bande dessinée. À partir de l'adolescence, il pratique la course cycliste pendant une dizaine d'années et participe à des compétitions régionales. Il arrête cette activité pour se tourner vers la bande dessinée, d'abord sans succès ; l'écrivain Jacques Hiron accompagne ses progrès et tous deux publient La foire aux frisés à partir de 2003 et la série Le Paquebot des sables entre 2004 et 2009. En 2003, l'artiste illustre Le Dico des Gallo-Romains, écrit par l'archéologue et historien Gérard Coulon.
En 2006, Zéphyr Éditions, spécialisée dans les bandes dessinées sur l'aéronautique, lui propose de dessiner Air Blues sur un scénario de Frédéric Zumbiehl ; Arroyo apprend alors les techniques de pilotage. Les ventes d'Air Blues totalisent 5 000 exemplaires pour chaque volume. Par ailleurs, Arroyo participe aux trois premiers albums de L'Escadrille des têtes brûlées. Il dessine le premier tome de Buck Danny Classic, spin-off de la série Buck Danny, avec l'accord du fils de Jean-Michel Charlier ; le premier album, Sabre sur la Corée, paraît en 2013. En 2018, la nouvelle série compte six volumes. Cette reprise vaut à l'auteur un certain succès critique, par exemple dans Air et Cosmos. Les travaux d'Arroyo font l'objet d'expositions.

## Condamnation judiciaire
Poursuivi pour violences conjugales, menaces de mort et agressions sexuelles envers deux femmes, Jean-Michel Arroyo est condamné en février 2023 à quatre ans de prison (dont trente mois avec sursis).

## Ouvrages

### Romans graphiques
- La Foire aux frisés, E-dite, 2003
Scénario : Jacques Hiron - Dessin : Jean-Michel Arroyo -  (ISBN 2-84608-111-5)
- Pigalle, 1950, Dupuis, « Aire Libre », 2022
Scénario : Pierre Christin - Dessin et couleurs : Jean-Michel Arroyo -  (ISBN 979-10-34737-69-7)